# Мама-компаньонка
Мама-компаньонка (исп. Mama Campanita) — мексиканский мелодраматический телесериал 1978 года производства телекомпании Televisa.

## Сюжет
Кармен — бедная, милая и честная женщина — потеряла своего любимого супруга. Эта смерть стала ударом для всей школы, где тот являлся директором. На похороны пришёл бывший выпускник Херардо и предложил Кармен сделать её счастливым. Её мать Ана была категорически против этого брака, но Кармен сделала по-своему. Её супруг ранее лестно отзывался о Херардо, как о самом лучшем ученике школы. Спустя много лет у Херардо были обнаружены проблемы с сердцем и его не стало.

## Создатели телесериала

### В ролях
- Сильвия Дербес — Кармен Солис, вдова де Родена/Мать Кампанита
- Энрике Лисальде — Херардо Родена
- Лаура Сапата — Ирене Родена
- Раймундо Капетильо — Габриэль Карбахаль
- Мария Идалия — Беатрис
- Анита Бланч — Донья Ана
- Марилу Элисага — Донья Ирене
- Эстела Чакон — Сесилия "Сеси"
- Грасиэла Бернардос — Элиса
- Клаудио Обрегон — Пабло
- Сильвия Каос — Хосефина
- Отто Сирго — Энрике
- Дина де Марко — Лусеро
- Хосе Элиас Морено-мл. — Поло
- Марикрус Нахера — Мартина
- Кармен Кортес — Сестра Кампос
- Рауль Бохер — Алехандро
- Хульета Эгуррола
- Луис Кутюрье
- Рафаэль Санчес Наварро

### Административная группа
- оригинальный текст совместно с адаптацией: Эстела Кальдерон
- операторы-постановщики: Рафаэль Банкельс и Лоренсо де Родас
- режиссёр-постановщик: Лоренсо де Родас
- продюсер: Валентин Пимштейн